# Pristimantis cerasinus
Pristimantis cerasinus är en groddjursart som först beskrevs av Cope 1875.  Pristimantis cerasinus ingår i släktet Pristimantis och familjen Strabomantidae. IUCN kategoriserar arten globalt som livskraftig. Inga underarter finns listade i Catalogue of Life.